# Широке (Новопільська сільська громада)
Широ́ке — село у Криворізькому районі Дніпропетровської області. Адміністративний центр Широківської сільської ради. Населення — 1 337 мешканців.

## Географія
Село Широке розташоване на заході області за 12 км від Кривого Рогу на схід. Межує на півдні із селищем Нові Садки, півночі — Вільний Табір, заході — Новоселівка (Криворізький район) та Авдотівкою на сході.
Через село проходить автошлях Н11.

## Виникнення назви
Сучасна назва села, очевидно, походить від балки Широкої, при якій воно розташоване.

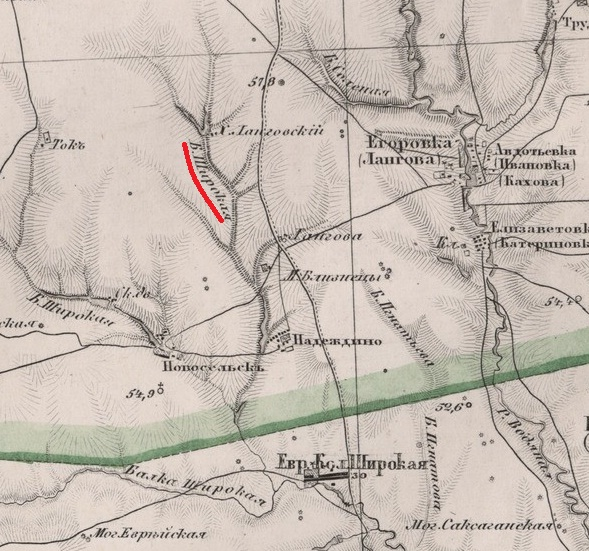
Балка Широка на карті XIX століття.
Зелена лінія — кордон між Херсонською та Катеринославською губерніями.

## Історія
Широке засноване в останній чверті XVIII століття. Станом на 1886 рік — село, що складалось з двох частин, — Широкого та Григоро-Григорівки, входило до складу Мар'янівської волості Верхньодніпровського повіту Катеринославської губернії.
З 1924 року є центром сільської ради. До 1934 року село Широке поділялось на два села: Григорівку (Григоро-Григорівка) та Широке.
В період радянської влади в Широкому розміщувався радгосп ім. Мічуріна.

## Населення

### Мова
Розподіл населення за рідною мовою за даними перепису 2001 року:
| Мова       | Кількість | Відсоток |
| ---------- | --------- | -------- |
| українська | 1219      | 91.17%   |
| російська  | 113       | 8.45%    |
| білоруська | 4         | 0.30%    |
| румунська  | 1         | 0.08%    |
| Усього     | 1337      | 100%     |

## Сучасність

### Підприємства
В селі працює ТОВ «АСС» — виробник продуктів харчування під торговельною маркою «Помідора». Діє житлово-комунальне підприємство. В межах села розташована АЗС OKKO.

### Соціальна сфера
- середня загальноосвітня школа I—III ступенів;
- дошкільний навчальний заклад «Оленка»;
- ФАП;
- будинок культури;
- бібліотека.

## Галерея

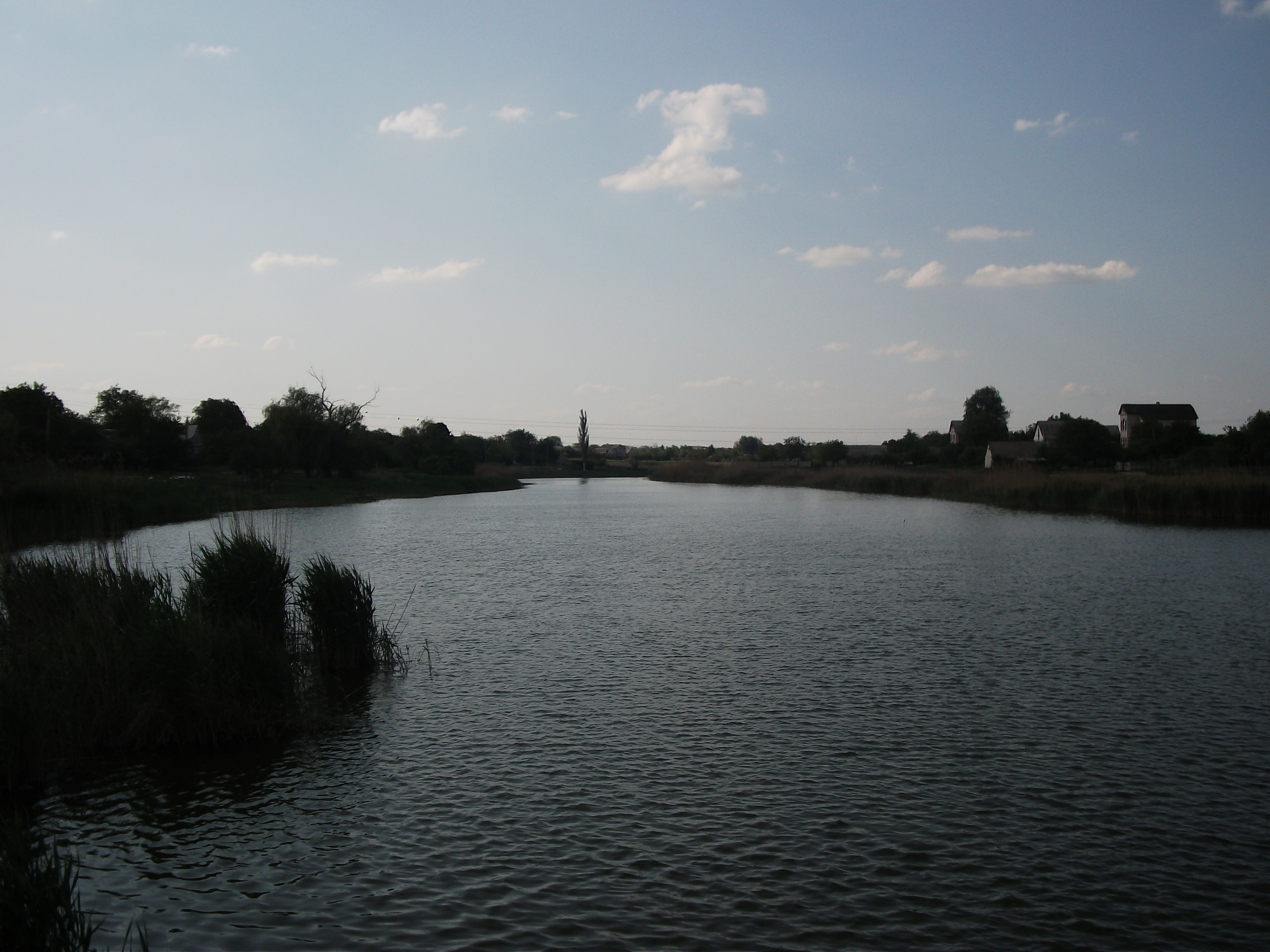
Один із ставків в с. Широкому
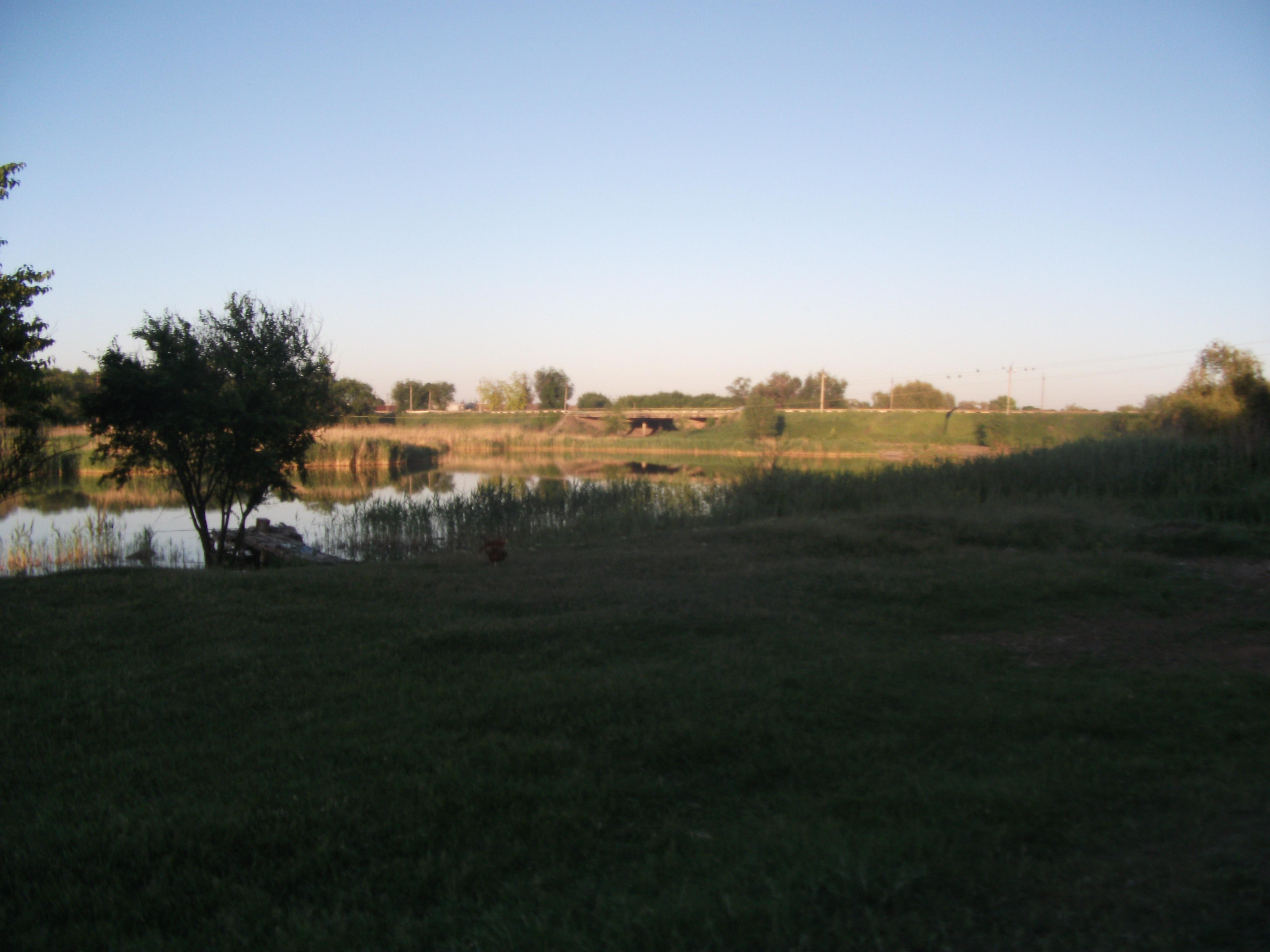
Автошлях, що проходить через село
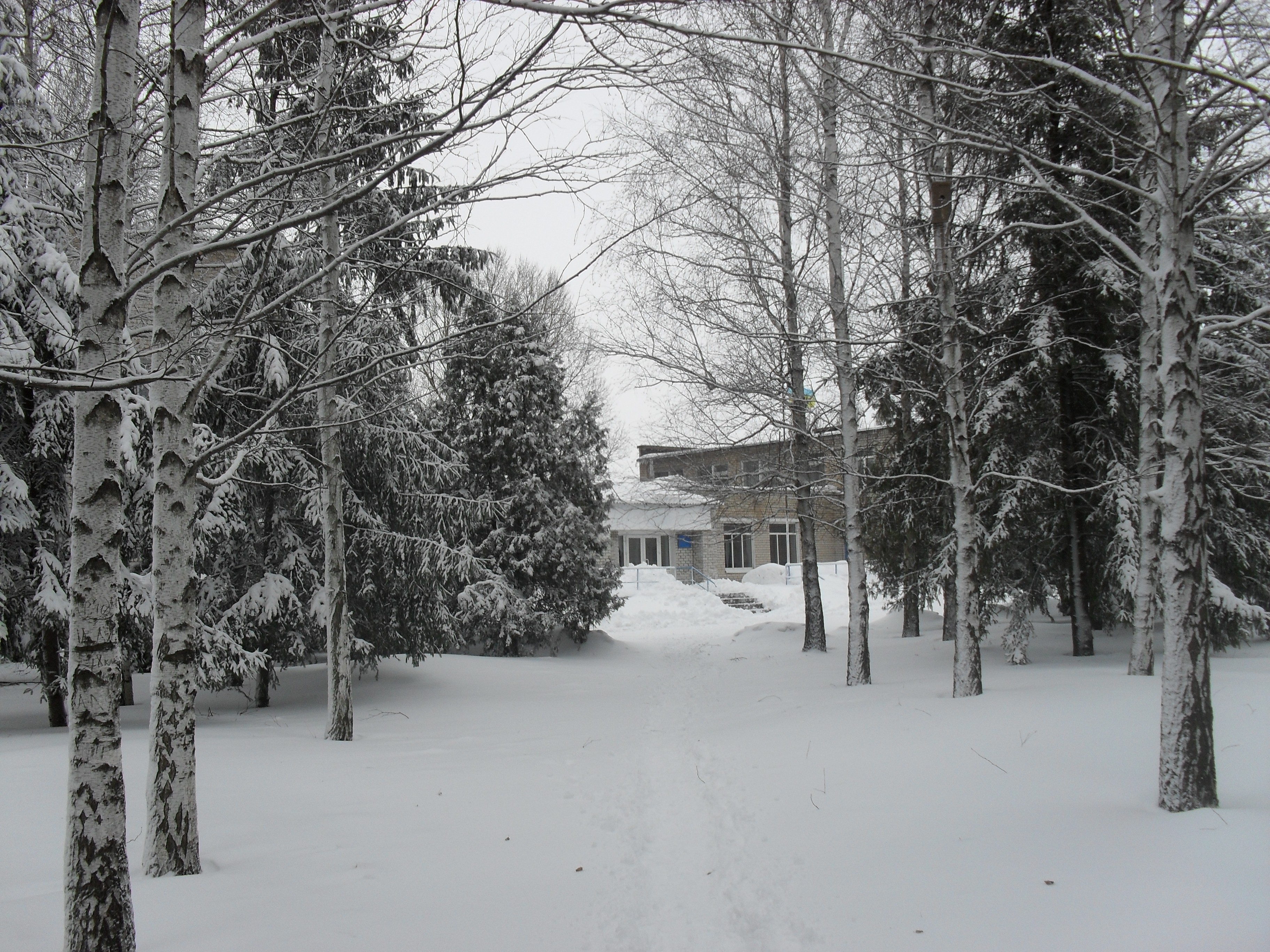
Широківська СЗШ узимку
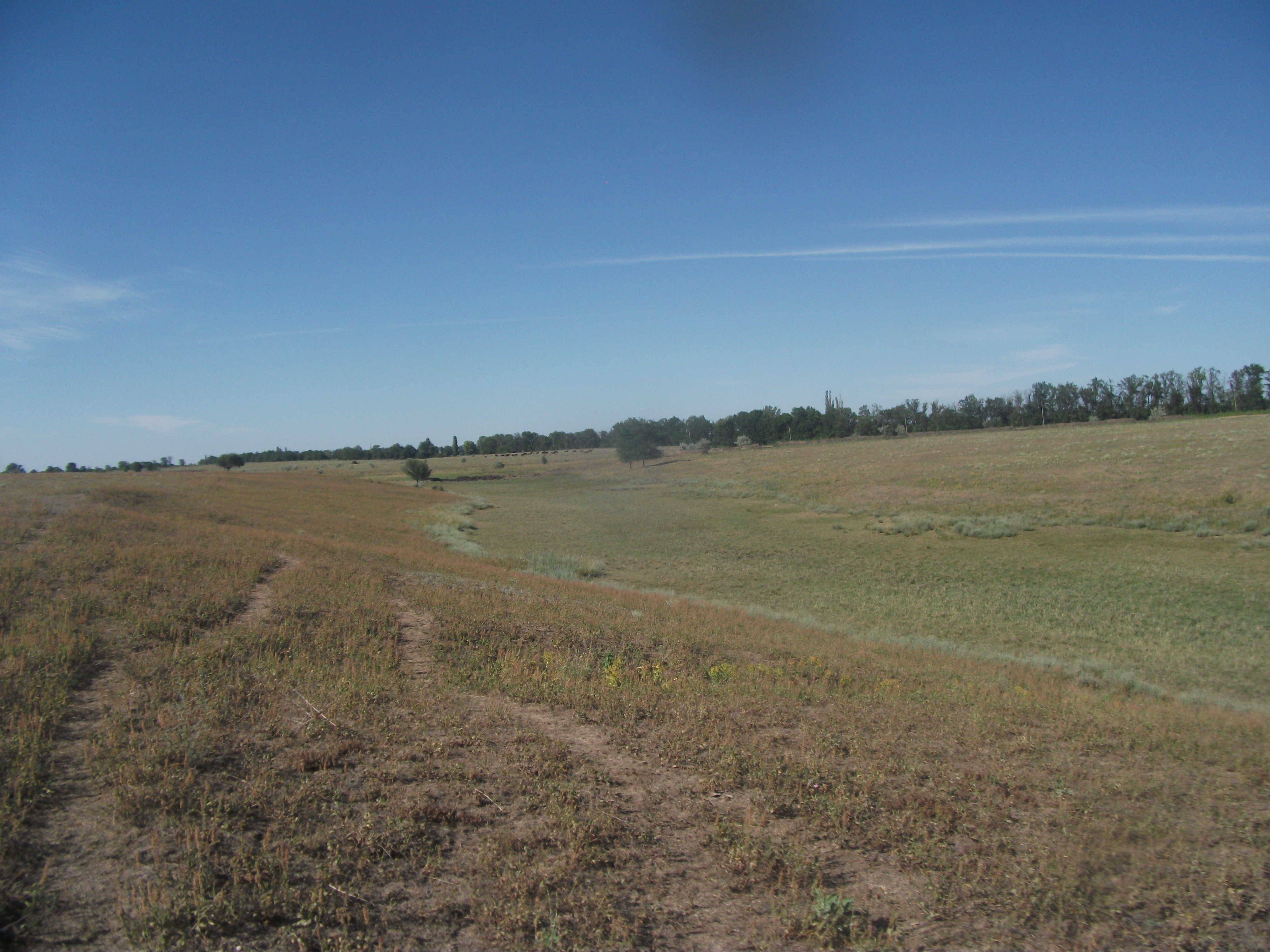
Балка Широка на північ від села.